# Edgar Zaracho
Edgar Zaracho (Fernando de la Mora, 25 de noviembre de 1989) es un futbolista paraguayo que juega en la posición de mediocampista defensivo y su actual equipo es el Club Sportivo Ameliano de la Primera División de Paraguay. 
Comenzó su carrera en las divisiones inferiores de Sport Colombia.

## Trayectoria
Se inició en 1999, en la escuela de Daniel Raschle, bajo la tutela del entrenador Víctor Paniagua, de donde fue llevado a la Sub-20 de Sport Colombia, para ser luego promovido al plantel superior. Fue titular desde la cuarta fecha del torneo de la Segunda División de Paraguay del 2008, con el que conquistó el ascenso a la categoría semiprofesional. Siguió siendo titular inamovible en su equipo hasta finalizar el torneo de primera división de 2010, que determinó el descenso del Sport Colombia.
En el año 2011 es fichado por Colón de Santa Fe de la Primera División de Argentina.

## Clubes
| Club                         | País      | Año           | PJ  | Goles |
| ---------------------------- | --------- | ------------- | --- | ----- |
| Sport Colombia               | Paraguay  | 2008-2014     | 32  | 0     |
| Colón de Santa Fe (préstamo) | Argentina | 2011          | 0   | 0     |
| General Díaz                 | Paraguay  | 2014-2019     | 157 | 14    |
| Nacional                     | Paraguay  | 2019-2021     |     |       |
| CS Ameliano                  | Paraguay  | 2022-presente |     |       |

## Palmarés

### Títulos nacionales
| Título                | Club              | País     | Año  |
| --------------------- | ----------------- | -------- | ---- |
| Copa Paraguay         | Sportivo Ameliano | Paraguay | 2022 |
| Supercopa de Paraguay | Sportivo Ameliano | Paraguay | 2022 |